# Alger (Washington)
Alger je obec v okrese Skagit, v americkém státě Washington. V roce 2010 zde žilo 403 obyvatel a obec byla součástí metropolitní statistické oblasti Mount Vernon-Anacortes.
Obec se nachází na staré dálnici 99 a zatímco v minulosti byla dřevorubeckým táborem, nyní je domovem venkovské pracovní třídy a také závodní dráhy Skagit Speedway. Ta je v provozu už zhruba padesát let a láká závodníky z celého Severozápadu USA. Jedná se o půlkilometrový ovál z křemene a jílu a rychlejší auta zde dokáží vyvinout rychlost kolem 160 km/h. Závody se obvykle konají o sobotních večerech pod umělým osvětlením a na půdě dráhy se nachází rovněž kemp pro závodníky i diváky.

## Historie
Alger vznikl v roce 1884, kdy se zde usadil Frederick G. Abbey.

## Geografie
Alger má rozlohu 4,7 km², z čehož 0,6 % je voda.

## Demografie
V roce 2010 zde žilo 403 obyvatel, z čehož 89 % byli běloši a po 2 % původní obyvatelé a Asiaté. 8 % obyvatel bylo Hispánského původu.